# Diakonissenmutterhaus der Olgaschwestern in Stuttgart
Das Diakonissenmutterhaus der Olgaschwestern in Stuttgart, dessen Anfänge auf das Jahr 1872 zurückgehen, wird von einer evangelischen Schwesternschaft Kaiserswerther Prägung getragen. Aufgabe des eingetragenen Vereins liegt in der Pflege und Betreuung alter und kranker Menschen. Er ist Träger eines ambulanten Pflegedienstes und Betreuter Wohnungen, Mitträger eines Krankenhauses und engagiert sich in der Aus- und Fortbildung der Pflege- und Gesundheitsberufe. Sein Wirkungsfeld ist Stuttgart.
Der Name Olgaschwestern geht zurück auf die erste Schirmherrin der Schwesternschaft, die württembergische Königin und russische Großfürstin Olga Nikolajewna Romanowa.

## Zielsetzung
Das Hauptarbeitsfeld des Diakonissenmutterhauses der Olgaschwestern, das sich in Ostheim (Stadtbezirk Stuttgart-Ost) befindet, ist die Pflege und Betreuung alter und kranker Menschen sowie die Aus- und Fortbildung für diesen Bereich.
Grundlage seiner pflegerischen, pädagogischen und theologischen Arbeit ist der Auftrag Jesu Christi, den Notleidenden und Schwachen helfend zur Seite zu stehen. Das Mutterhaus versteht seine Arbeit als christlichen Dienst am Nächsten.
Der hilfebedürftige Mensch steht im Mittelpunkt alles Handelns. Zugleich ist die diakonische Arbeit an den Grundsätzen der Fachlichkeit und der Wirtschaftlichkeit ausgerichtet.

## Aufgabenbereiche
Das Stuttgarter Mutterhaus ist Wohn- und Lebensraum der Olgaschwestern. Im Mutterhaus und in der Seniorenwohnanlage Stuttgart-Ost sind Betreute Wohnungen eingerichtet. Der ambulante Pflegedienst der Olgaschwestern nimmt die Aufgabe der Begleitung und Pflege der Schwestern sowie der Bewohner im Betreuten Wohnen wahr. Ziel ist es, die Senioren in den eigenen vier Wänden nach ihren individuellen Bedürfnissen zu betreuen und ihnen trotz Krankheit oder Gebrechlichkeit ein möglichst selbständiges Leben zu ermöglichen.
Das Mutterhaus ist darüber hinaus Mitgesellschafter der Karl-Olga-Krankenhaus GmbH, die eine Klinik der Regelversorgung mit Anteilen der Zentralversorgung im Stuttgarter Osten betreibt. Und es wirkt am Unterricht und in Gremien des Evangelischen Bildungszentrums für Pflegeberufe Stuttgart gGmbH mit, das eine Schule für Gesundheits- und Krankenpflege sowie pflegebezogene Fort- und Weiterbildung unterhält.
Ein weiteres Tätigkeitsfeld des Mutterhauses ist die Beherbergung und Betreuung von Gästen. Für Tagungen und Fortbildungsveranstaltungen stehen Räume zur Verfügung.

## Leitbild
Das Leitbild des Mutterhauses steht unter dem Motto „Der Mensch im Mittelpunkt!“. Es umfasst sieben grundlegende Ziele:
1. Wir sehen unsere vorrangige Aufgabe darin, alte und kranke Menschen zu begleiten, zu betreuen und zu pflegen und ihnen trotz Einschränkungen ein sinnerfülltes Leben zu ermöglichen.
2. Wir orientieren uns am Auftrag Jesu Christi, das Evangelium in die Tat umzusetzen, und verstehen unsere Arbeit als Ausdruck kirchlicher Verantwortung für den Nächsten.
3. Wir führen die über hundertjährige Tradition der Olgaschwesternschaft weiter und stellen uns den sozialen und unternehmerischen Herausforderungen der Gegenwart und Zukunft.
4. Wir achten die Würde und Individualität der uns anvertrauten wie der mit uns arbeitenden Menschen und betrachten sie als mündige und selbstverantwortliche Partner.
5. Wir stellen das Wohl des Mitmenschen in den Mittelpunkt unseres Handelns und begegnen ihm mit Vertrauen und Wertschätzung.
6. Wir leisten professionelle Arbeit und richten unser berufliches Handeln an den Grundsätzen der persönlichen, sozialen und fachlichen Kompetenz wie der Wirtschaftlichkeit aus.
7. Wir übernehmen als Mitarbeiterinnen und Mitarbeiter Verantwortung für unseren Arbeitsbereich, tragen engagiert und kreativ zu seiner Weiterentwicklung bei, erfüllen unsere Aufgaben zielgerichtet und arbeiten vertrauensvoll und partnerschaftlich zusammen.

## Schwesternschaft
Zur Olgaschwesternschaft gehören Diakonissen sowie Diakonische Schwestern und Brüder. Die meisten von ihnen haben in Krankenhäusern oder Sozial- und Diakoniestationen als Krankenschwestern und pflegerische Leitungskräfte sowie als Lehr- und Leitungskräfte in Krankenpflegeschulen gearbeitet.
Für die Diakonissen ist der Gedanke der Glaubens-, Lebens und Dienstgemeinschaft grundlegend. Frauen, die sich dem Evangelium verpflichtet fühlen, bilden eine Schwesterngemeinschaft, aus der sie Kraft und Stärkung für ihren Dienst gewinnen. Sie verzichten auf Entlohnung und leben in Ehelosigkeit, um sich ganz den Hilfebedürftigen widmen zu können. Die Gemeinschaft der Schwestern untereinander drückt sich in Gottesdienst und Andacht, gemeinsamem Gebet und Singen, Besinnung über der Bibel, aber auch gegenseitiger Unterstützung und gemeinsamem Feiern aus. Inzwischen leben die meisten Olgadiakonissen im Feierabend, wie der Ruhestand in der Sprache der Schwestern heißt.
Die Diakonische Schwestern- und Bruderschaft versteht sich, wie die Diakonissenschaft, als geistliche Gemeinschaft, genauer als Glaubens- und Dienstgemeinschaft. Auch Leben und Dienst der Diakonischen Schwestern und Brüder gründen auf dem Evangelium von Jesus Christus. Die Gemeinschaft untereinander soll die Gaben und Fähigkeiten der einzelnen Mitglieder fruchtbar machen und geistlichen und fürsorglichen Rückhalt geben. Die Diakonischen Schwestern und Brüder wohnen verstreut an verschiedenen Orten. Sie stehen oder standen in „normalen“ Arbeitsverhältnissen. Und auch das Gebot der Ehelosigkeit gilt für sie nicht. Ein Großteil von ihnen befindet sich inzwischen ebenfalls im Ruhestand. Im Wesentlichen geht es deshalb heute in dieser Schwesterngruppe um den Austausch über Lebens- und Glaubensfragen sowie gemeinsame Freizeitgestaltung.

## Organisation
Mitglieder des als gemeinnützig anerkannten eingetragenen Vereins Diakonissenmutterhaus der Olgaschwestern in Stuttgart sind zum überwiegenden Teil die Angehörigen der Schwesternschaft. Das Diakonissenmutterhaus wird von einem Vorstand geleitet, der aus Oberin, Vorsteher (als theologischem Leiter) und Verwaltungsleiter besteht. Die Aufsichtsfunktion nimmt der Verwaltungsrat wahr, dem neben nicht schwesternschaftlich gebundenen Persönlichkeiten auch Vertreter der Schwesternschaften angehören. Weitere Entscheidungsgremien sind die Hauptkonferenz (Mitgliederversammlung) sowie die jeweiligen Räte und Konferenzen der Diakonissenschaft und der Diakonischen Schwestern- und Bruderschaft. Die Interessen der Mitarbeiter werden von der Mitarbeitervertretung wahrgenommen.
Das Diakonissenmutterhaus gliedert sich in die Bereiche Vorstand, Verwaltung, Pflegedienst der Olgaschwestern sowie Hauswirtschaft und Haustechnik. Besondere Verbindungen bestehen zum Karl-Olga-Krankenhaus und zum Evangelischen Bildungszentrum für Pflegeberufe Stuttgart.
Das Diakonissenmutterhaus ist Mitglied im Kaiserswerther Verband deutscher Diakonissen-Mutterhäuser e. V. und im Diakonischen Werk der evangelischen Kirche in Württemberg e. V.

## Geschichte
Keimzelle der Olgaschwesternschaft waren Krankenpflegekurse, die die Zentralleitung des Wohltätigkeitsvereins in Württemberg 1872 in Verbindung mit dem Württembergischen Sanitätsverein am Städtischen Krankenhaus in Heilbronn einrichtete. Erste Schirmherrin der sich langsam herausbildenden Schwesternschaft war die württembergische Königin und russische Großfürstin Olga Nikolajewna Romanowa (1822–1892). Eine maßgebende Rolle bei der Schulgründung spielte Pfarrer D. Dr. Christoph Ulrich Hahn (1805–1881), der 1863 den württembergischen Zweig des Roten Kreuzes ins Leben gerufen hatte. Die Absolventinnen der Schule wurden zunächst als Pflegerinnen in Heilbronn und den umliegenden Landgemeinden eingesetzt. Als Angehörige des Roten Kreuzes verpflichteten sie sich zudem, auch in Kriegszeiten pflegerischen Dienst zu leisten.
1878 gründete die Zentralleitung in Heilbronn einen „Verein für Krankenpflegerinnen“, der wesentlich zur Festigung der Schwesternschaft beitrug. Die Schwestern erhielten ein eigenes Haus, das Olgahaus, und nannten sich nun Schwestern vom Olgahaus oder kurz Olgaschwestern. Obwohl sie dem Roten Kreuz angehörten, verstanden sie sich bald als evangelische Schwesternschaft. Ihre geistliche Betreuung übernahm der Heilbronner Stadtpfarrer Dr. Paul Wurster (1860–1923), der später als Professor für praktische Theologie und Ethik an der Tübinger Universität lehrte.
1892 wurde der Verein in Heilbronn aufgelöst, weil dort zu wenig Entfaltungsmöglichkeiten für die Schwesternschaft vorhanden waren, und in Stuttgart neu gegründet. Im Osten der Landeshauptstadt baute man mit finanzieller Unterstützung durch das württembergische Königspaar, Karl I. (1823–1891) und Olga, ein eigenes Krankenhaus, das den Namen Karl-Olga-Krankenhaus erhielt. Das Krankenhaus wurde 1894 eröffnet. Es war zugleich Mutterhaus und Ausbildungsstätte der Schwestern. 1910 wurde ein weiterer Bau, der Charlottenbau, als Chirurgische Klinik in Betrieb genommen. Er ist nach der zweiten Schirmherrin der Schwestern, Königin Charlotte von Württemberg (1864–1946), benannt. Die Innere Klinik blieb im Altbau.
Die geistliche Betreuung der Schwestern lag in der Hand von Regierungsdirektor Pfarrer Dr. Karl Eberhard von Falch (1851–1919), der seit 1896 Geschäftsführer der Zentralleitung des württembergischen Wohltätigkeitsvereins und auch Mitglied des Verwaltungsrats des Mutterhauses, später auch dessen Vorsitzender war. von Falch setzte sich dafür ein, dass die Schwesternschaft 1893 eine Oberin und 1897 einen eigenen Pfarrer als Vorsteher erhielt.
Die Schwesternschaft wuchs kontinuierlich und konnte so ihre Arbeitsfelder stetig ausweiten. Olgaschwestern wurden in zahlreiche württembergische Städte und Gemeinden als Krankenpflegerinnen entsandt. Auch in vielen Krankenhäusern im Land waren sie tätig. Besonders stark vertreten waren sie neben Stuttgart im Raum Heidenheim an der Brenz und im Raum Balingen. Im Ersten Weltkrieg leisteten die Schwestern Dienst in den Kriegsgebieten in Ost und West.
Als 1918 die alte Ordnung zusammenbrach und damit auch die Schirmherrschaft der württembergischen Königinnen entfiel, mussten sich die Olgaschwestern neu orientieren. Sie waren 1919 unter den Gründungsmitgliedern des Landesverbandes der Inneren Mission in Württemberg, des heutigen Diakonischen Werkes Württemberg, und schlossen sich 1923 dem Kaiserswerther Verband deutscher Diakonissen-Mutterhäuser an. Die Olgaschwestern wurden Diakonissen, das Mutterhaus wurde Diakonissenmutterhaus. Karl-Olga-Krankenhaus und Mutterhaus wurden in den folgenden Jahren trotz der wirtschaftlich schwierigen Zeiten weiter ausgebaut. 1930 entstand die neue Innere Klinik als modernes Gebäude im Stil des Bauhauses. 1933 wurde ein Feierabendhaus für die nicht mehr aktiven Schwestern errichtet.
Neben den Diakonissen arbeiteten in geringerer Zahl auch nicht schwesternschaftlich gebundene Pflegekräfte im Karl-Olga-Krankenhaus. Sie standen seit Beginn des „Dritten Reiches“ unter einem starken Druck seitens der neuen Machthaber, in die nationalsozialistische „braune Schwesternschaft“ einzutreten. Um diese Pflegerinnen bei den Mutterhäusern zu halten, wurden 1939 im Bereich des Kaiserswerther Verbandes so genannte Verbandsschwesternschaften ins Leben gerufen. Dies geschah auch im Olga-Mutterhaus. Doch auch in der Folgezeit standen die Nazis den Mutterhäusern mit ihren Diakonissen und Verbandsschwestern feindselig gegenüber.
Im Zweiten Weltkrieg wurden die Olgaschwestern in Lazaretten in Stuttgart und verschiedenen anderen Orten innerhalb Württembergs eingesetzt. 1944 wurden Teile des Karl-Olga-Krankenhauses, das Mutterhaus und das Feierabendhaus bei einem schweren Bombenangriff auf Stuttgart zerstört. Die Patienten mussten in Ausweichkrankenhäuser in Steinheim am Albuch auf der Ostalb und Sebastiansweiler südlich von Tübingen verlegt werden. Die Feierabendschwestern siedelten nach Murrhardt im Schwäbischen Wald über, wo das Mutterhaus schon seit langem ein Erholungsheim, das Olgaheim, besaß.
1947 konnten die Feierabendschwestern das wiederhergestellte Feierabendhaus und Mutterhaus in Stuttgart neu beziehen. 1966 erhielt die Schwesternschaft gegenüber dem Karl-Olga-Krankenhaus ein eigenes Gebäude als Mutterhaus, das Schwesternheimat getauft wurde. Das Krankenhaus wurde nach 1945 neu aufgebaut und entsprechend den wachsenden Ansprüchen ausgebaut. Olgaschwestern arbeiteten weiter als Krankenschwestern und Pflegedienstleiterinnen in Krankenhäusern und Gemeindestationen. Eine Reihe von ihnen war auch als Lehrerinnen und Schulleiterinnen an Krankenpflegeschulen tätig, neben der Schule am Stuttgarter Karl-Olga-Krankenhaus auch an den Schulen in Balingen, Tuttlingen, Neuenbürg und Heidenheim an der Brenz. Die Diakonissenschaft hatte jedoch schon seit Ende der 1950er Jahre, verstärkt seit den 1960er Jahren Nachwuchsprobleme, so dass sich die Schwestern mehr und mehr aus den externen Arbeitsfeldern zurückziehen mussten. In den siebziger Jahren gab es keine Eintritte mehr. Die Zahl der Ruhestandsschwestern wuchs, so dass 1980 an die Schwesternheimat ein Feierabendhaus mit Kapelle und Verwaltungsbereich angebaut wurde.
Das Karl-Olga-Krankenhaus war über die Jahre hinweg sanierungsbedürftig geworden. Deshalb wurde es 1985 unter Federführung des früheren Vizepräsidenten des Diakonischen Werks der Evangelischen Kirche in Deutschland, Ludwig Geißel (1916–2000), damals Verwaltungsratsvorsitzender des Mutterhauses, in eine GmbH umgewandelt. Dadurch sollte die Schwesternschaft von den Kosten der anstehenden Generalerneuerung der Gebäude entlastet werden. Das Mutterhaus wurde zu 26 Prozent Gesellschafter der Karl-Olga-Krankenhaus GmbH. Mehrheitsgesellschafter wurde die Sana Kliniken-GmbH, heute Sana Kliniken GmbH & Co. KGaA mit Sitz in München, die sich die wirtschaftliche Führung von Krankenhäusern auf die Fahnen geschrieben hat. Die grundlegende bauliche Erneuerung des Karl-Olga-Krankenhauses war um die Jahrtausendwende abgeschlossen.
1987 gründete das Mutterhaus als Alleingesellschafter die Karl-Olga-Altenpflege GmbH, die 1994 mit einem Altenpflegeheim, einer Tagesstätte und Betreuten Wohnungen in der Seniorenwohnanlage Stuttgart-Ost in Betrieb ging. In der Altenhilfe sah man angesichts des demografischen Wandels in Deutschland die gesellschaftliche Herausforderung für die Zukunft, der man sich nach der Verselbstständigung des Krankenhauses stellen wollte.
Um durch den Rückgang der Schwesternzahl frei gewordene Kapazitäten aufzufüllen, richtete man Ende 1995/Anfang 1996 Betreute Wohnungen im Mutterhaus ein und gründete den ambulanten Pflegedienst der Olgaschwestern zur Versorgung des Wohnbereichs sowie der betagten Olgaschwestern im Mutterhaus. Das Betreute Wohnen in der Seniorenwohnanlage Stuttgart-Ost wurde 1996 unmittelbar vom Mutterhaus übernommen, da der Gesetzgeber damals eine Verbindung von stationärem und ambulantem Bereich ausschloss.
Um die Jahrtausendwende führte das zunehmende Alter der Schwestern und der seit langem ausgebliebene Nachwuchs zum nahezu vollständigen Rückzug der Diakonissen aus der aktiven Arbeit. Auch die Zahl der noch aktiven Diakonischen Schwestern und Brüder – so hießen seit einigen Jahren die früheren Verbandsschwestern – nahm aufgrund fehlender Neueintritte immer mehr ab, so dass in allen Bereichen freie  Mitarbeiter die Aufgaben wahrnahmen.
Das Betreute Wohnen im Mutterhaus wurde parallel zum Rückgang der Schwesternzahl ausgebaut. So erhielt dieser Aufgabenbereich zusammen mit dem ambulanten Pflegedienst ein wachsendes Gewicht. 2004 trat die BruderhausDiakonie in die Gesellschafterverantwortung für die Karl-Olga-Altenpflege GmbH ein, da die Ressourcen des Mutterhauses für die Unterhaltung des Altenpflegeheims angesichts schwieriger gewordener wirtschaftlicher Rahmenbedingungen nicht mehr ausreichten.
Das Mutterhaus hatte auch nach der Ausgliederung des Karl-Olga-Krankenhauses die Leitungsverantwortung für die dem Krankenhaus angeschlossene Krankenpflegeschule, führte ein diakonisches Einführungsseminar für die zukünftigen Krankenpflegeschüler durch und wirkte im Unterricht an der Schule mit. 1998–2004 war es durch Wahrnehmung der Projektleitung an der Zusammenführung der evangelischen Krankenpflegeschulen (Schule des Karl-Olga-Krankenhauses, der Evangelischen Diakonissenanstalt Stuttgart beziehungsweise des später gegründeten Diakonie-Klinikums Stuttgart sowie des methodistischen Bethesda-Krankenhauses) beteiligt, die Ende 2003 vollzogen wurde. Auch danach noch arbeitet das Mutterhaus in Unterricht und Gremien des Bildungszentrums mit.